# 菲澤紹博尼
菲澤紹博尼是匈牙利的城鎮，位於該國東北部，由赫維什州負責管轄，面積46.34平方公里，該地區自史前時代已有人類居住，2011年人口7,813，其中約七成居民信奉天主教。